# Crucifixión (Grünewald)
La Crucifixión del pintor renacentista alemán Matthias Grünewald es una pintura al temple y óleo sobre tabla, realizada entre los años 1512 y 1516 y que forma parte del Retablo de Isenheim. El retablo consta de ocho paneles, y la Crucifixión se encuentra en los dos paneles de las puertas exteriores, de manera que la escena es visible cuando el retablo está cerrado. Es una imagen dotada de una dramática expresividad.
Esta tabla central es la imagen más conocida de dicho retablo, y mide 269 cm de alto, y 307 cm de ancho. Está pintado al temple y óleo sobre panel de madera de tilo. Se encuentra en el Museo de Unterlinden en la ciudad de Colmar (Francia).

## Descripción
El eje central de la pintura es la Cruz en la que está Jesucristo, ligeramente descentrado. Jesucristo está crispado, y casi putrefacto, con heridas purulentas. La cruz de madera ha sido realizada a partir de un árbol groseramente tallado. Su brazo horizontal se comba al sostener el cuerpo imponente de un hombre martirizado, retratado en el último espasmo que precede a la muerte. Las manos clavadas a la cruz parecen contorsionarse convulsamente, los brazos se extienden desarticulados por encima de la cabeza reclinada sobre el pecho, cubierta de una impresionante corona de espinas; la boca deshecha por el dolor parece haber exhalado ya el último suspiro.
Ernst Gombrich comenta en estos términos la escena:

Como un predicador de la Pasión, Grünewald no ahorró nada para expresar los horrores de la cruel agonía: el cuerpo moribundo de Cristo está deformado por la tortura de la cruz; las espinas de los látigos penetraron en las heridas supurantes que recubren toda la figura. La sangre de color rojo oscuro contrasta claramente con el verde pálido de la carne. Cristo crucificado expresa el significado de su sufrimiento a través de las facciones y del conmovedor gesto de las manos.

Junto a la cruz, a la izquierda del espectador, se encuentra María, con velo y blanco hábito monacal, con un rostro que parece bellísimo en la palidez del agotamiento. No es una figura resignada, sino angustiada al descubrir el cuerpo de su hijo crucificado. Se retuerce las manos hasta hacerse daño. 
A la Virgen la sostiene piadosamente san Juan vestido de rojo, cuyo corte de pelo y rasgos faciales tienen el aire de un joven estudiante alemán.
A los pies de ellos, María Magdalena implora a Cristo, arrodillada. Viste un amplio manto color rosa, se retuerce en el lamento y tiende las manos juntas hacia la cruz. Envejecida, la Magdalena se tiende como un arco, con el cuerpo y con los brazos, y mira angustiada, a través del velo que le cae sobre los ojos, el cuerpo martirizado de Cristo.

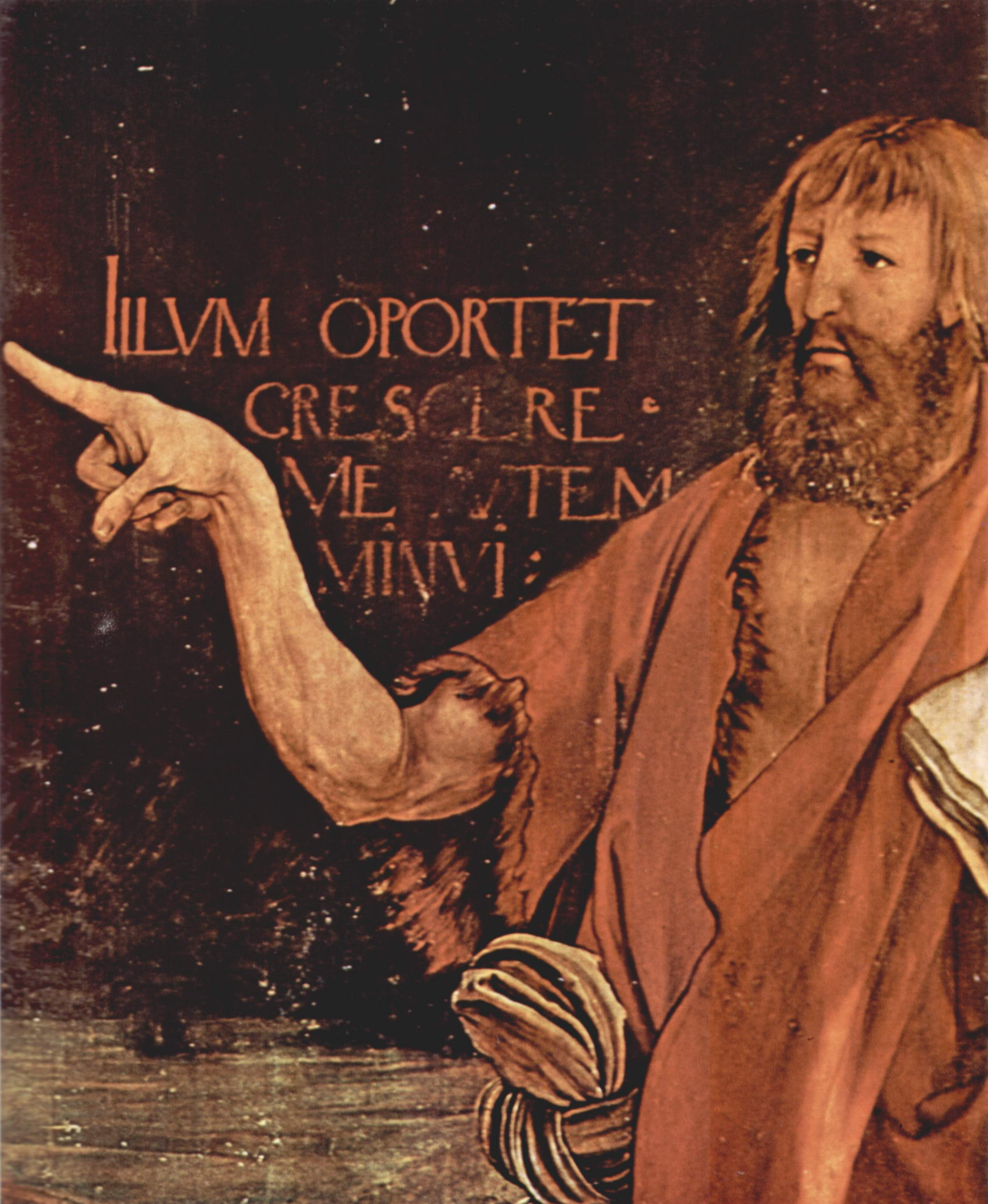
San Juan Bautista señalando a Cristo

A la derecha se ve a Juan el Bautista, que señala con el dedo el cuerpo lívido e inanimado de Jesús. Viste una grosera pelliza de pelo de camello; tiene estatura elevada, los cabellos revueltos y una barba descuidada; lleva en la mano las escrituras, y con un índice desmesurado, señala didácticamente la figura de Cristo. A sus pies, el Cordero de Dios (símbolo de aquel Jesús que él ha bautizado) tiene el pecho herido y una copa recoge el fluir de la sangre que de allí sale. A sus espaldas, en el agujero de penumbra que envuelve el angustioso silencio de la escena, se lee Illum oportet crescere, me autem minui ("Es preciso que él crezca y que yo disminuya), extraído del Evangelio según san Juan (3,30), donde el Bautista declara haber sido enviado para anunciar a Cristo. 
El paisaje que se despliega a partir del patíbulo en un crepúsculo de muerte, permite vislumbrar las aguas estancadas de un río.

## Interpretaciones
Podría decirse que es en la representación del martirio que tiene esta obra de Grünewald la razón de su existencia, como si a través del pintor alemán se abriese el camino que llevará al Grito de Munch; pero no hay parte alguna de la tabla, comenzando por la imponente presencia del Bautista, que no tenga también un significado teológico, estudiado previamente con el comitente, el abad Guido Guersi, con un intento didáctico que se dirige a los enfermos que el monasterio de Isenheim hospedaba.
Observa el escritor francés Joris-Karl Huysmans que:

Este Cristo espantoso, moribundo sobre el altar del hospicio de Isenheim parece hecho a imagen de los afectados por el fuego sagrado que le rezaban, y se consolaban con el pensamiento de que el Dios al que imploraban había probado sus mismos tormentos, y que se hubiese encarnado en una forma repugnante como la de ellos, y se sentían menos desventurados y menos despreciables.

## Detalles del cuadro

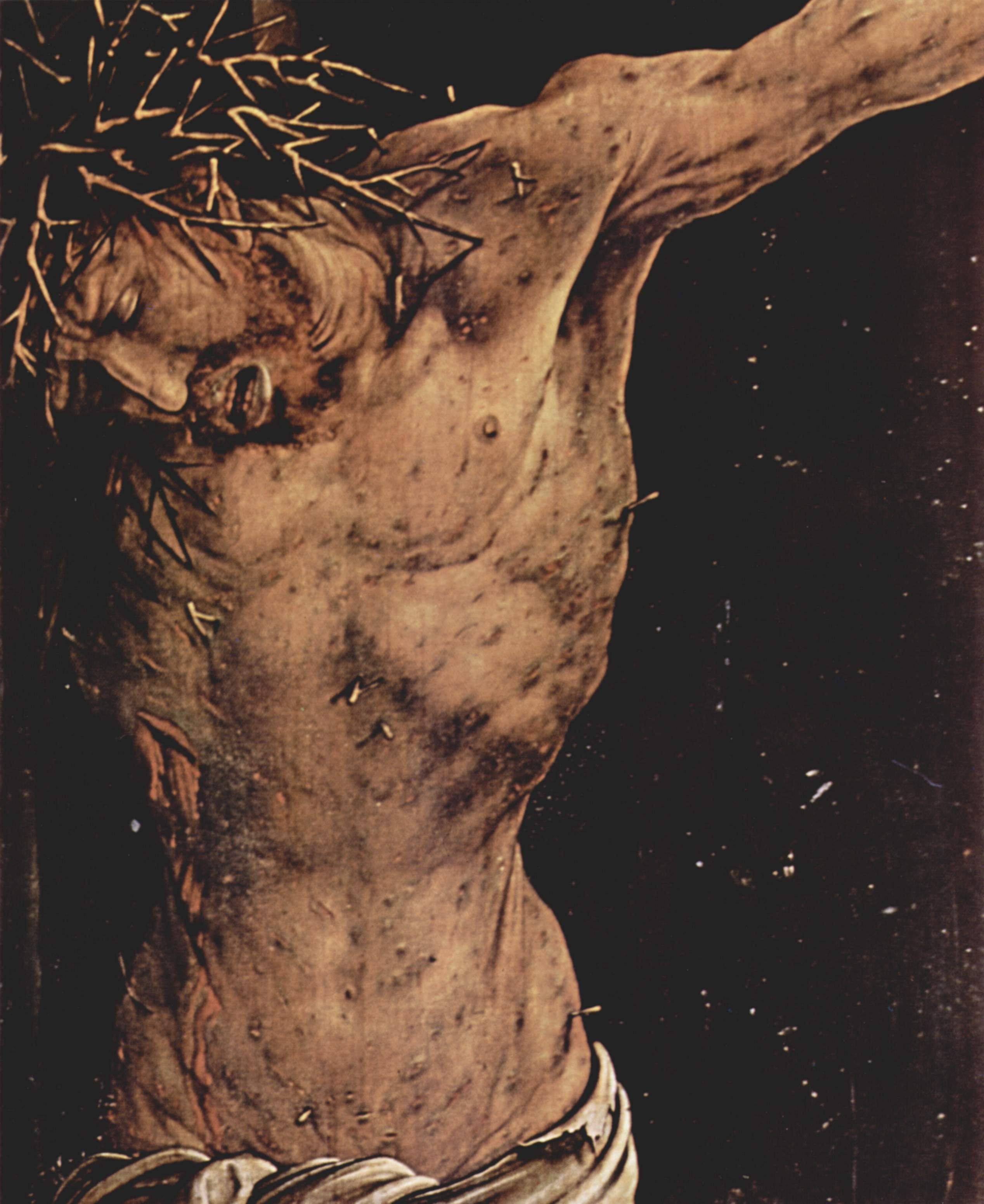
Cristo moribundo
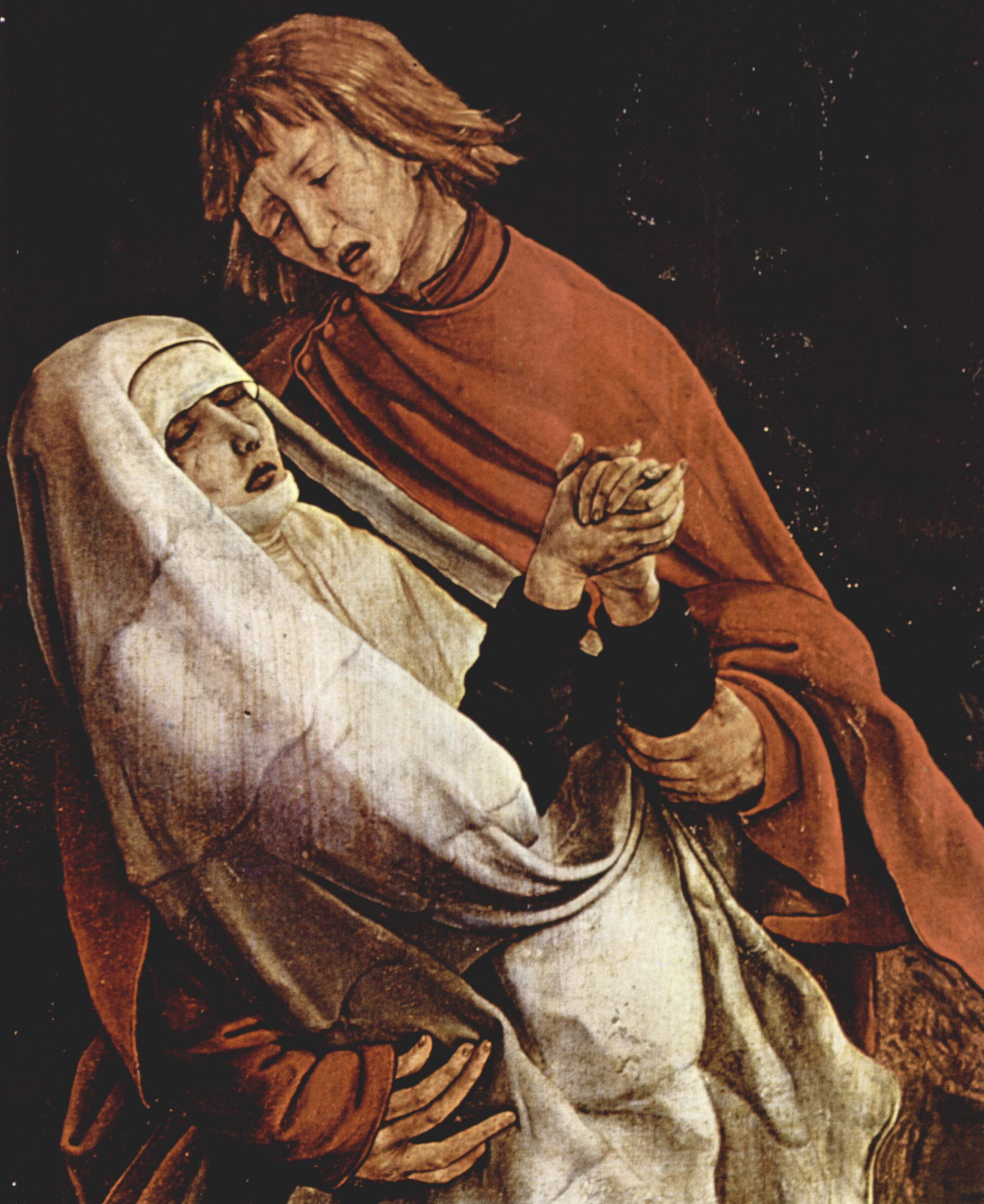
María en brazos de san Juan
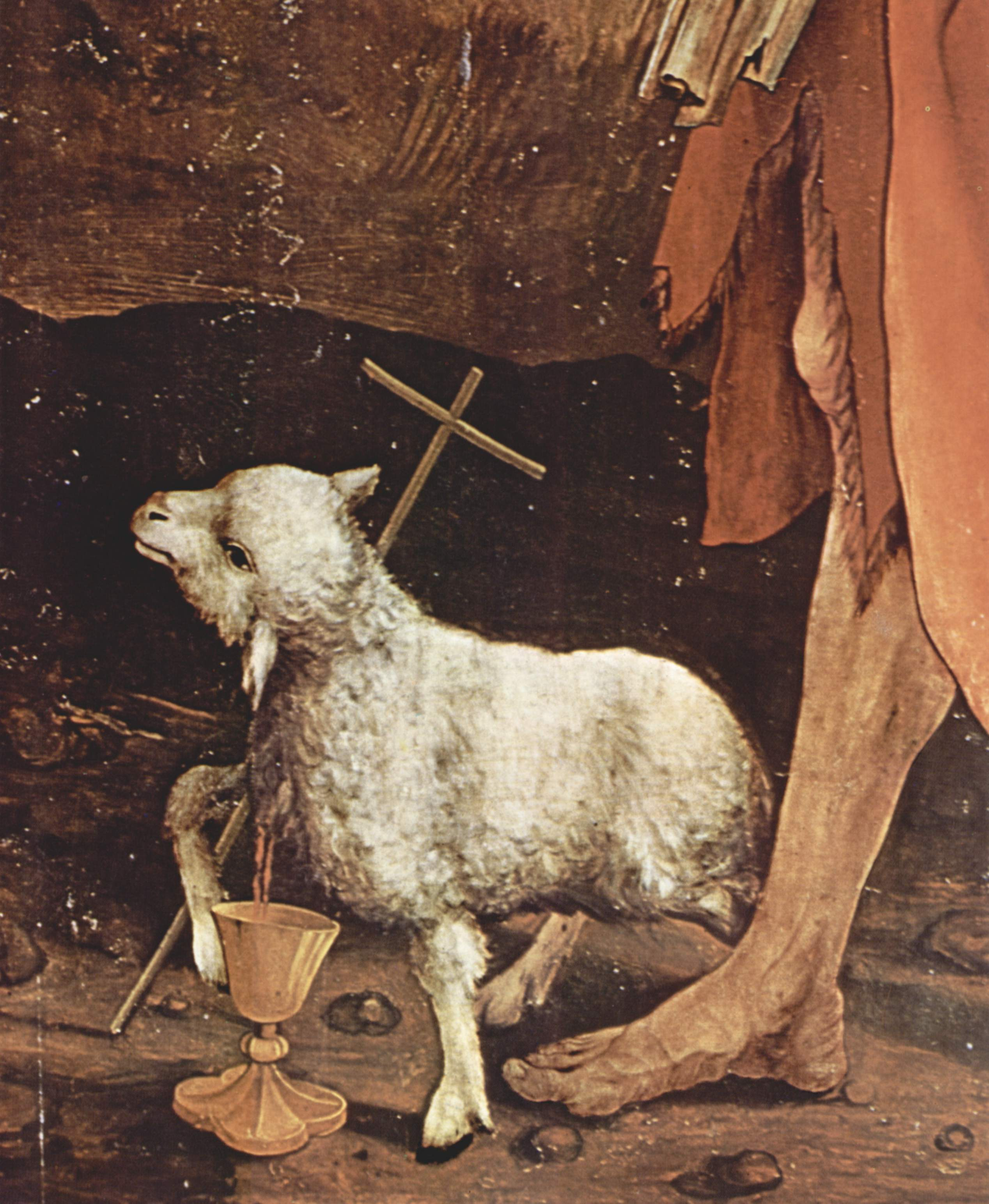
El Cordero de Dios
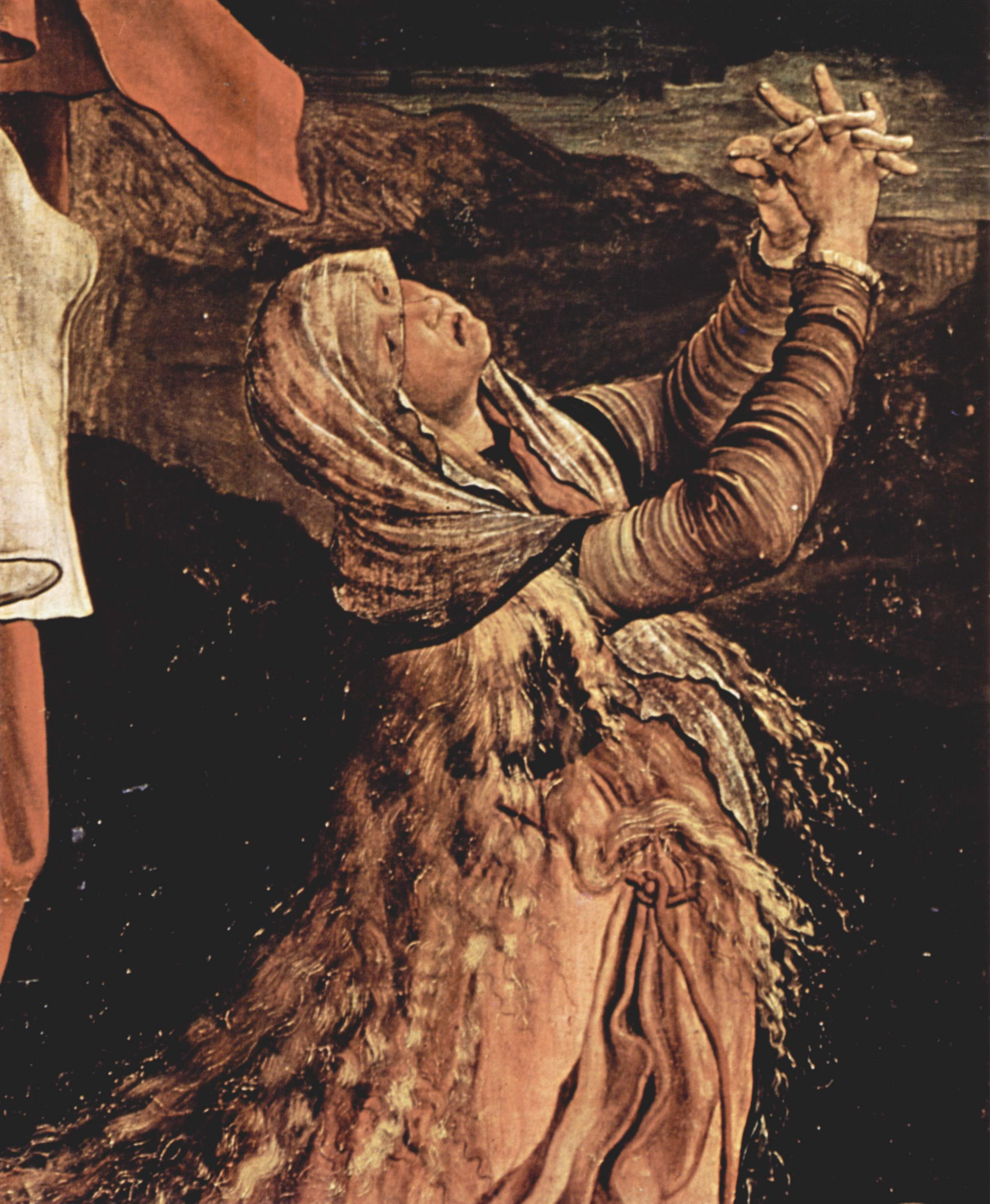
María Magdalena implorante